# Nicolás Moreno (Maler)
Nicolás Moreno (* 28. Dezember 1923 in Mexiko-Stadt; † 4. Februar 2012) ist ein mexikanischer Grafiker und Landschaftsmaler.
Moreno studierte von 1941 bis 1945 an der Escuela Nacional de Pintura, Escultura y Grabado „La Esmeralda“ (ENPEG) und ab 1943 auch als Stipendiat an der Escuela Nacional de Bellas Artes (ENBA). 1946 lehrte er Landschaftsmalerei am „El Mexe“ in Hildalgo, 1947 Kunsterziehung an der Escuela Normal para Señoritas und an Sekundarschulen. 1948 erhielt er ein Stipendium des Instituto Nacional de Bellas Artes y Literatura. 1949 war er Gründungsmitglied des Salón de la Plástica Mexicana und lehrte seit 1951 an der aus der ENBA hervorgegangenen Fakultät für Bildende Künste der Universidad Nacional Autónoma de México (UNAM), der sogenannten Escuela Nacional de Artes Plásticas (ENAP). 1953 bekam er dort den Lehrstuhl als Professor. 1958 leitete er auch die Textilwerkstatt an der Escuela de Diseño y Artesanías der UNAM.
Seine Arbeiten waren weltweit in zahlreichen Ausstellung zu sehen. Zu seinen Arbeiten zählen auch einige Murales, so zum Beispiel im Museo Nacional de Antropología eines mit einer prähistorischen Darstellung des Valle de Teotihuacan (Teotihuacan-Tal), eines mit Darstellung der Landschaft von Suchitepec und eines mit einer Darstellung des Valle del Mezquital (Mezquital-Tal) sowie auch ein Wandbild am Centro Cultural del México Contemporáneo der UNAM. Er erhielt für seine Arbeiten mehrere Ehrenerwähnungen und Preise.